# Opel 7/34 PS e 8/40 PS
La 7/34 PS e la 8/40 PS erano due autovetture di fascia medio-alta prodotte dalla Casa automobilistica tedesca Opel tra il 1927 e il 1930.

## Storia
Nel 1920 fu tolta di produzione la Opel 6/16 PS, ultima esponente delle Opel di fascia media o medio-alta: da quella data, per circa sette anni, non vi fu più alcun modello destinato a riprenderne l'eredità. Si arrivò così al 1927, anno in cui la Casa di Rüsselsheim decise di lanciare una vettura che andasse a inserirsi nel vuoto compreso tra la più economica 4/16 PS "Laubfrosch" con motore da 1 litro e la più costosa 10/40 PS con motore da 2.6 litri.

### La 7/34 PS
Fu così che nacque la 7/34 PS, una vettura di fascia medio-alta che andò non solo a completare la gamma Opel, ma anche a riprendere l'eredità della 6/16 PS, fuori listino da diverso tempo.

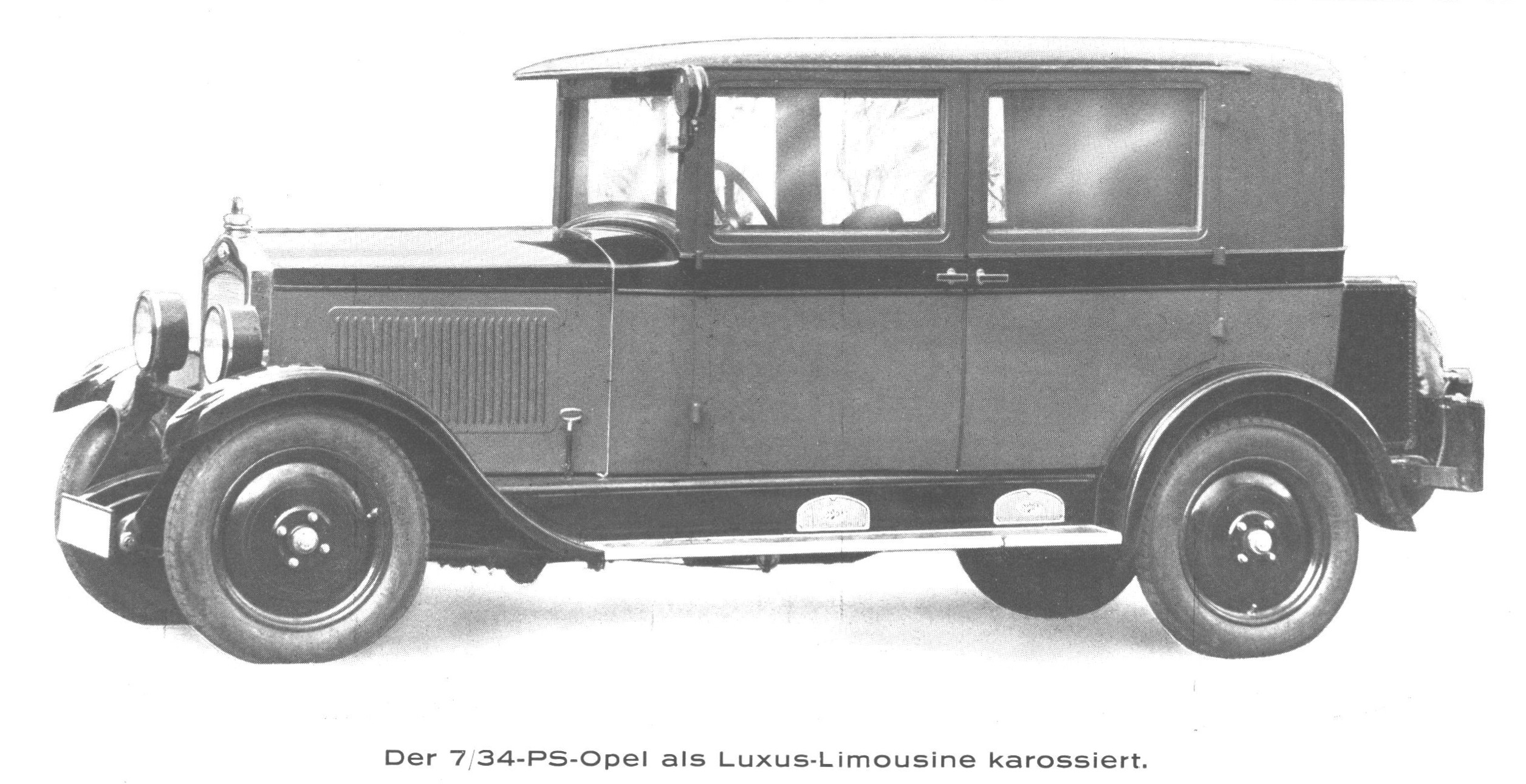
Opel 7/34 PS Limousine lusso

La 7/34 PS era una vettura disponibile all'epoca come torpedo a 4 posti, limousine standard o di lusso e coupé de ville, cioè con posti anteriori senza tetto, allo scoperto.
La 7/34 utilizzava un telaio in acciaio, sagomato a U e con 5 traverse, sempre in acciaio, a cui erano fissate le sospensioni con molle a balestra a quarto d'ellisse e i freni a tamburo sulle quattro ruote.
La trasmissione comprendeva una frizione a dischi multipli, un differenziale a dentatura a spirale e un cambio a 3 marce.
Il motore era un 6 cilindri in linea da 1721 cm³ a valvole laterali, con testata separabile, alimentato tramite un carburatore Solex e in grado di erogare una potenza massima di 34 CV a 3600 giri/min. La velocità massima era di circa 90 km/h.
La 7/34 PS fu prodotta fino al 1928.

### La 8/40 PS

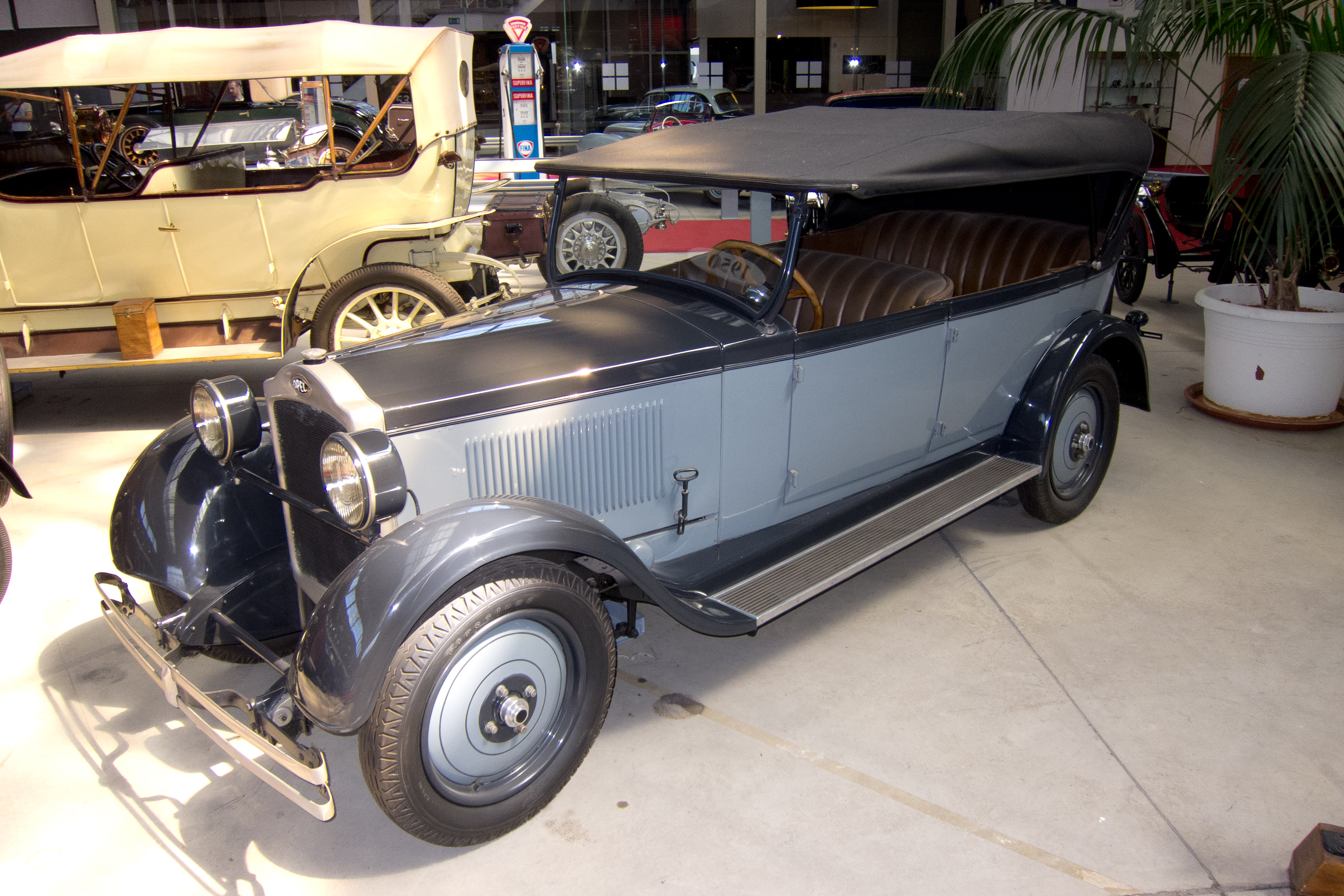
Opel 8/40 PS

La 7/34 PS fu sostituita nel 1928 dalla 8/40 PS, naturale evoluzione del modello precedente. Con il suo motore a 6 cilindri in linea da 1930 cm³, si avvicinava maggiormente ai due litri di cubatura e andava anche a proporsi come erede della 8M 21, un modello commercializzato tra il 1921 e il 1922 con motore, appunto, da due litri.

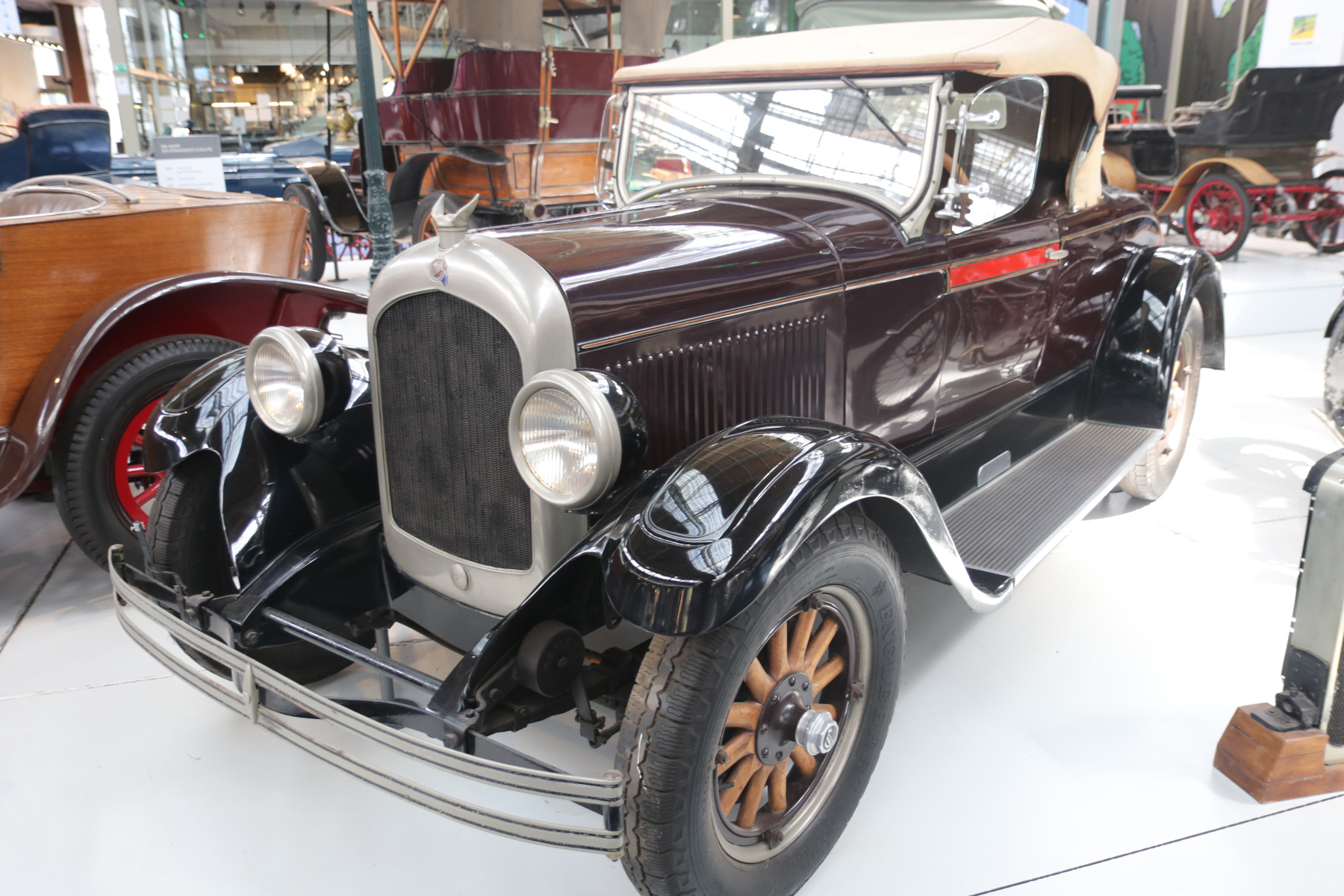
La versione roadster

La potenza massima erogata dal motore della 8/40 PS era di 40 CV a 3600 giri/min. Altre differenze stavano nel numero di carrozzerie disponibili. La 8/40 PS era infatti disponibile, oltre che nelle configurazioni previste a suo tempo per la 7/34 PS, anche come roadster a due posti e cabriolet.
La 8/40 PS fu prodotta fino al 1930 e fu rimpiazzata dalla 1.8 L.